# 2020年賓格爾地震
2020年賓格爾地震於當地時間6月14日下午5時24分（协调世界时下午2時24分）發生在土耳其賓格爾省。地震震級確定為矩震級5.8級。地震震央靠近賓格爾省卡利奧瓦的凱納爾皮納爾（Kaynarpınar）村，鄰近的埃爾祖魯姆省、迪亞巴克爾省、埃拉澤省和穆什省均有震感。地震後共偵測到392次餘震，其中最大一次餘震的矩震級為5.5級。

## 損失
這場地震對卡利奧瓦的凱納爾皮納爾（Kaynarpınar）村、耶迪蘇的埃爾馬勒（Elmalı）村和迪納爾貝（Dinarbey）村造成破壞。埃爾馬勒和迪納爾貝村的10棟房屋倒塌，造成21人受傷，凱納爾皮納爾村的一座警察局倒塌，造成一名村警衛死亡。